# Koliber (film)
Koliber (ang. Hummingbird) – brytyjsko-amerykański film kryminalny z gatunku dramat z 2013 roku, w reżyserii Stevena Knighta. Wyprodukowany przez wytwórnię Lionsgate, IM Global, Shoebox Films, Hummingbird Film Investments i Longhouse Media. Główną rolę w filmie zagrał Jason Statham.

## Fabuła
Joey (Jason Statham), weteran wojny w Afganistanie, trafia do środowiska londyńskich bezdomnych. Pewnego dnia dostaje szansę wykorzystania cudzej tożsamości, aby powrócić do normalnego życia. Znajduje pracę w restauracji i stopniowo układa sobie życie. Chce pomścić zamordowaną przyjaciółkę.

## Produkcja
Zdjęcia do filmu kręcono w Londynie w Anglii w Wielkiej Brytanii i Seattle w Waszyngtonie w Stanach Zjednoczonych.

## Obsada
Źródło: Filmweb
- Jason Statham jako Joseph Smith / Joey Jones
- Agata Buzek jako Cristina
- Sang Lui jako Tony
- Ger Ryan jako matka przełożona
- Christian Brassington jako Max Forrester
- Jason Wong jako chiński zabójca
- Siobhan Hewlett jako Tracey
- Vicky McClure jako Dawn
- Benedict Wong jako pan Choy
- Youssef Kerkour jako Bouzanis
- Dai Bradley jako Billy